# Segunda Liga
Segunda Liga har siden 1990 været den den næstøverste division i portugisisk fodbold. Ligaen består af 22 hold, der møder hver modstander én gang ude og én gang hjemme, hvilket giver 30 kampe pr. sæson. Når sæsonen er slut, rykker to hold op i Primeira Liga og to hold rykker ned til Segunda Divisão. 

## Liganavn
| År        | Navn                     |
| --------- | ------------------------ |
| 1990–2000 | Segunda Divisão de Honra |
| 2000–2002 | Segunda Liga             |
| 2002–2006 | Liga de Honra            |
| 2006–2010 | Liga Vitalis             |
| 2010–2012 | Liga Orangina            |
| 2012–     | Segunda Liga             |